# Fernando Muñoz Carrasco
Fernando Muñoz Carrasco   (Darrícal, 1949 - la Seu d'Urgell, 18 de maig de 1983), conegut també com a Randy Muñoz, va ser un pilot motociclista català d'origen andalús. Tot i que aconseguí èxits en trial (campió d'Espanya el 1973) i enduro, va destacar especialment en la disciplina del motocròs, havent-ne guanyat quatre campionats espanyols entre 1976 i 1982.
Es va morir a l'edat de 33 anys, en un accident de cotxe prop de La Seu d'Urgell, quan anava cap a Andorra a recollir les seves Yamaha per a posar-les a punt. Entre els seus acompanyants, tots supervivents, hi havia el jove pilot andorrà Xavier Cardelús. Muñoz deixava vídua i dos fills.

## Resum biogràfic
Nascut a Darrical, una pedania d'Alcolea, a l'Alpujarra de la província d'Almeria (prop del parc de Sierra Nevada), Fernando residí des dels quatre anys a Pallejà, al Baix Llobregat. La primera moto que va tenir va ser una Derbi Paleta de 3 velocitats, que feia servir a Gimcanes i altres competicions senzilles. Aviat Ramon Costa, de Molins de Rei, li va proporcionar una Sherpa T per a participar en competicions de trial. Muñoz va deixar la feina per dedicar-se a les curses, passant a formar part del personal de Bultaco.

### L'etapa a Bultaco
Fernando Muñoz aconseguí el primer triomf important el 1970, quedant segon al Trial de Reis que es disputava tradicionalment a començaments de gener pels voltants de Dosrius, darrere Ignasi Bultó (Bultaco) i davant de Pere Pi (Montesa). A partir d'aquell moment va passar a formar part de l'equip oficial de trial de Bultaco. Acabà la temporada en tercer lloc, darrere Ignasi Bultó i Pere Pi. El 1971 va córrer els Sis Dies Internacionals d'Enduro (International Six Days Trial, ISDT), abandonant per avaria. El 1972 va aconseguir la medalla d'argent al l'edició dels ISDT d'Espanya celebrada a l'Escorial.
El 1973 va guanyar el campionat espanyol de trial i va vèncer a la categoria de 350 cc dels Sis Dies d'Escòcia de Trial. A més a més, va competir amb èxit en el Campionat d'Europa de Trial, acabant quart a Suïssa i cinquè a Itàlia.

### El canvi a OSSA i a Montesa

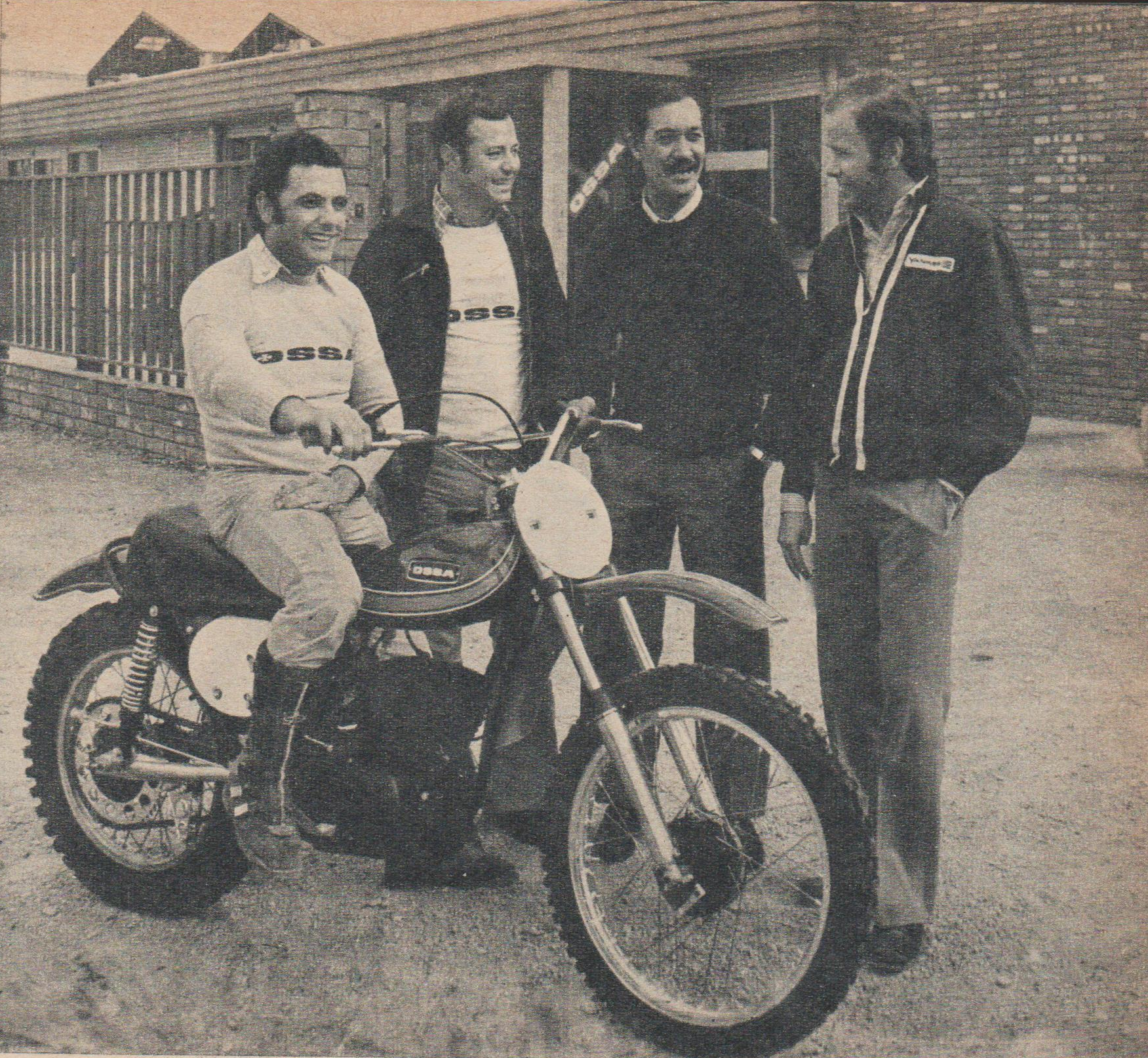
Domingo Gris i Muñoz amb l'OSSA Phantom el 1974

El 1974 deixa Bultaco i fitxa per OSSA al mateix temps que el seu amic Domingo Gris (ex-campió d'Espanya de motocròs) amb la idea de dedicar-se al trial, però diverses circumstàncies el feren canviar al motocròs, participant en el desenvolupament dels primers prototipus de les futures Phantom juntament amb Gris. Malgrat tot, a causa de la crisi del petroli i els problemes financers que afectaren l'empresa, tots dos hagueren d'abandonar la marca l'any següent.
El 1975 va fitxar per Montesa, fent equip amb Albert Ribó, Domingo Illa, Esteve Soler i Santi Babot. La seva tasca va ser col·laborar en posar a punt les Cappra de motocròs. El 1976 va guanyar dos campionats espanyols de motocròs: 250 cc i trofeu RFME de 500 cc.
El 1977 un accident li va afectar dues vèrtebres i s'hagué de conformar amb el subcampionat de motocròs de 250 cc rere el pilot revelació de la temporada, Toni Elías, oficial de Bultaco, amb qui va iniciar una rivalitat esportiva que va durar anys. El 1978 aconseguí un nou campionat en la categoria de 500 cc, quedant cinquè al de 250 cc, i el 1979 obtenia un nou subcampionat de 250 cc rere Toni Elías. Després d'aquest campionat va deixar Montesa per diferències amb la marca, acabant així la seva etapa més reeixida.

### Amb Maico i Gilera
El 1980 va estar a punt de tornar a fitxar per Bultaco, i de fet col·laborà amb la seva antiga marca en el desenvolupament del prototipus d'allò que hauria d'haver estat la Pursang MK15 420 cc, però la crisi d'aquesta empresa el va deixar sense moto i al final va córrer amb Maico a la categoria de 250 cc, finalitzant el campionat en tercera posició (el campió fou Toni Arcarons), mentre que a la categoria de 125 cc corregué amb Gilera i va aconseguir el subcampionat darrere Toni Elías. El 1981 ja va córrer amb Gilera les dues categories (125 i 250 cc), aconseguint-hi sengles subcampionats. El 1982 fou campió d'Espanya de 500 cc amb Yamaha.

### L'accident mortal
El 18 de maig de 1983, a la nit, Muñoz viatjava d'acompanyant dins el cotxe de l'importador andorrà de Yamaha. Randy havia deixat les motos amb el remolc en un taller de la Seu d'Urgell i anaven plegats a sopar i a recollir-ne unes altres a Andorra. Passada la Seu en direcció Andorra, la carretera estava en molt mal estat a causa de les fortes riuades de la tardor anterior. Una punxada feu perdre el control del vehicle al conductor, quedant el cotxe travessat al carril contrari. El cotxe que venia de cara no el va poder esquivar i Muñoz va rebre tot l'impacte. Fou operat d'urgència a l'hospital de La Seu, però després de dues hores al quiròfan no es va poder fer res per a salvar-lo. L'enterrament fou dos dies després al cementiri de Pallejà, ple de gom a gom.

## Palmarès
- Medalla d'argent als ISDT de l'Escorial (Espanya) el 1972, amb Bultaco.
- Guanyador en la categoria de 350 cc dels Sis Dies d'Escòcia de Trial de 1973, amb Bultaco.[6]

### Palmarès en trial
| Any          | Motocicleta  | C. Europa | C. Espanya |
| ------------ | ------------ | --------- | ---------- |
| 1970         | Bultaco      | -         | 3r         |
| 1971         | Bultaco      | 18è       | 9è         |
| 1972         | Bultaco      | 20è       | 7è         |
| 1973         | Bultaco      | -         | 1r         |
| 1974         | Bultaco/OSSA | 21è       | 5è         |
| Total títols | Total títols | 0         | 1          |

### Palmarès en motocròs

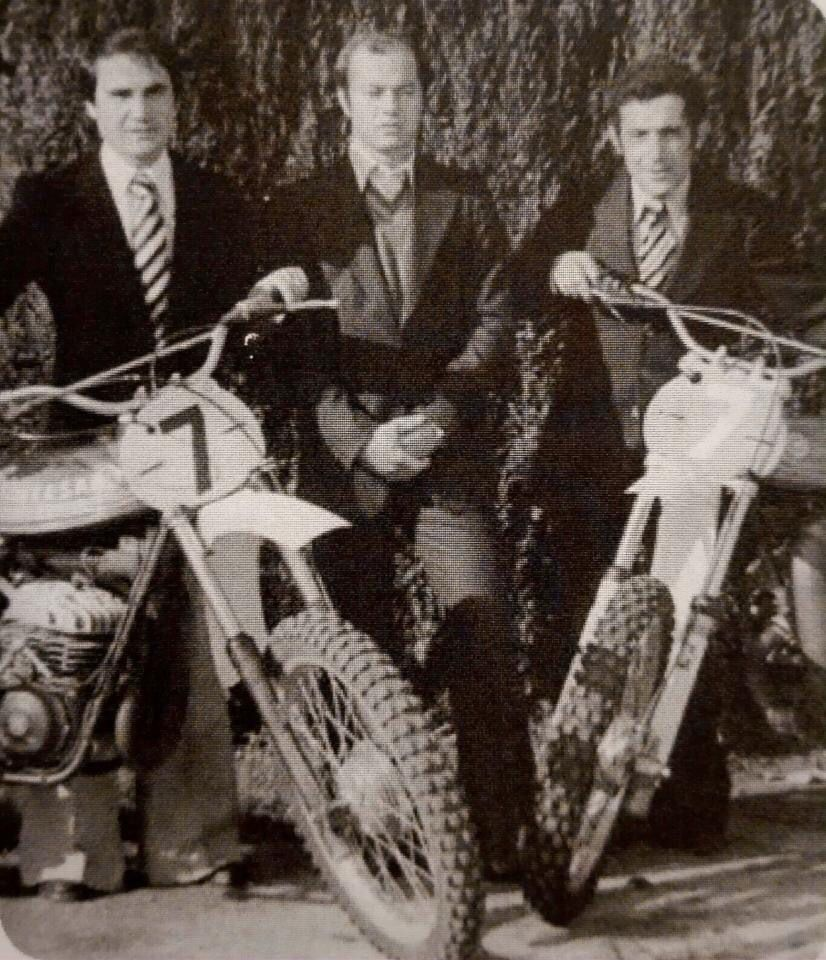
Muñoz (al mig) amb els seus mecànics i les Cappra campiones d'Espanya el 1976

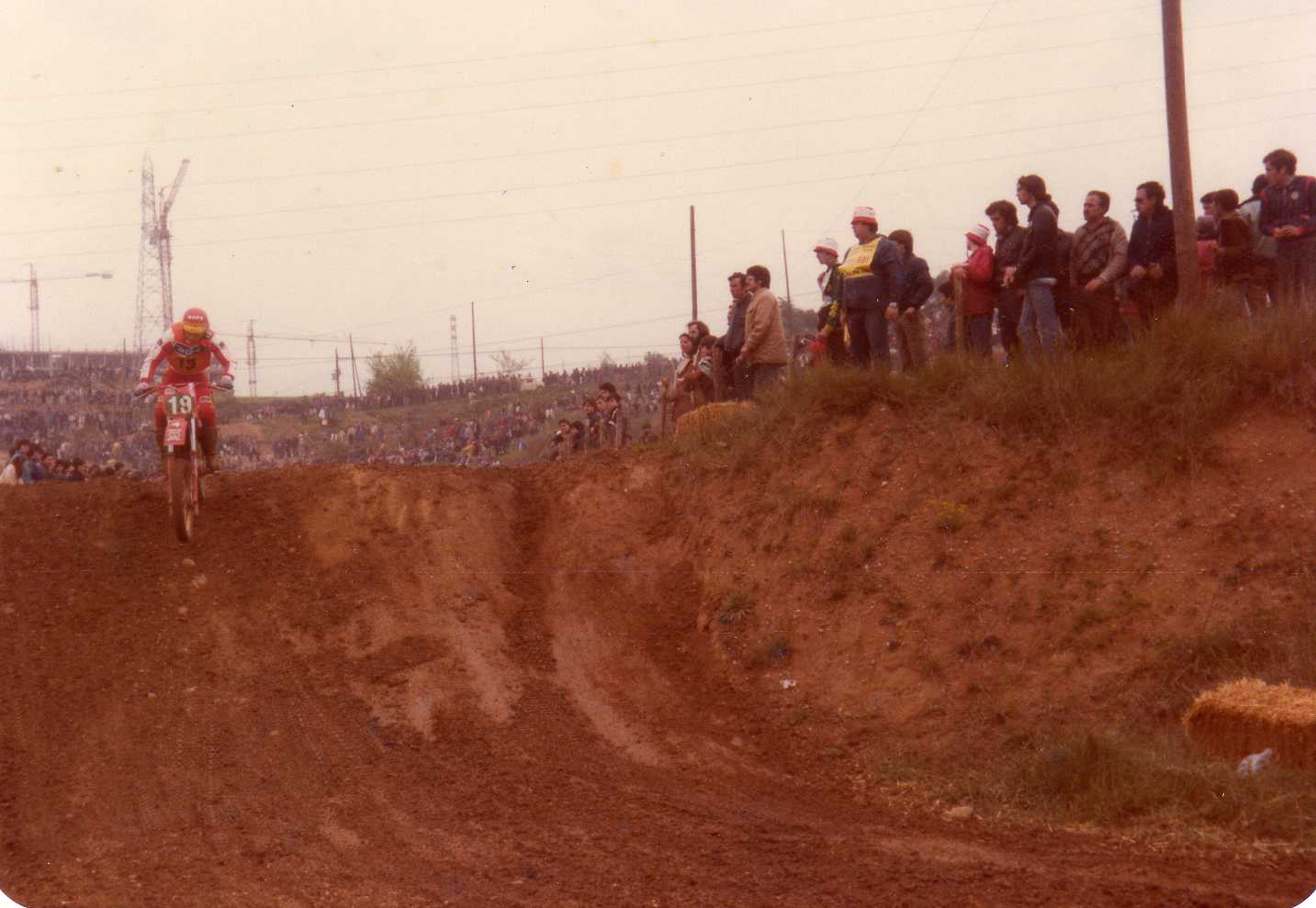
Amb la Maico al Vallès

Campionat d'Espanya
| Any          | Motocicleta  | 500 cc     | 250 cc | 125 cc |
| ------------ | ------------ | ---------- | ------ | ------ |
| 1974         | OSSA         | -          | 10è    | -      |
| 1975         | OSSA/Montesa | -          | 7è     | -      |
| 1976         | Montesa      | 1r         | 1r     | -      |
| 1977         | Montesa      | -          | 2n     | -      |
| 1978         | Montesa      | 1r         | 5è     | -      |
| 1979         | Montesa      | -          | 2n     | -      |
| 1980         | Maico/Gilera | -          | 3r     | 2n     |
| 1981         | Gilera       | -          | 2n     | 2n     |
| 1982         | Yamaha       | 1r         | 2n     | -      |
| Total títols | Total títols | 3          | 1      | 0      |
|              |              | 4 estatals |        |        |

Campionat del Món
| Any  | Motocicleta   | Resultats destacats                                                           |
| ---- | ------------- | ----------------------------------------------------------------------------- |
| 1978 | Montesa 250cc | · 4t al GP d'Itàlia · 1r a Bèlgica (cursa internacional amb pilots de nivell) |
| 1979 | Montesa 250cc | · 7è en una mànega al GP d'Espanya, celebrat al Circuit del Vallès            |
| 1981 | Gilera 125cc  | · 5è al GP d'Àustria · 5è al GP d'Espanya, celebrat al Circuit de Montgai     |